# Valeri Honcharov
Valeri Volodimirovich Honcharov, em ucraniano: Валерій Володимирович Гончаров, (Carcóvia, 19 de setembro de 1977) foi um ginasta que competiu em provas de ginástica artística pela Ucrânia.
Goncharov começou a competir na modalidade artística aos 17 anos, no Europeu Júnior. Apesar de não subir ao pódio, disputou duas finais e em ambas terminou entre os dez melhores ranqueados. No ano seguinte, no encontro Estados Unidos vs. Ucrânia, conquistou o ouro por equipes e a 13ª colocação geral individual. Em 1996, atingiu a quarta posição em seu primeiro campeonato nacional, a Copa Ucraniana, disputada aos 19 anos de idade. Em 1997, participou do Campeonato Ucraniano, no qual não ultrapassou o oitavo lugar. Mais tarde, competiu pela primeira vez em nível mundial, no Campeonato de Lausanne, na Suíça. Defendendo a seleção ucraniana, disputou a final do salto, na qual encerrou em sétimo. No ano posterior, conquistou suas primeiras medalhas no Nacional: prata na barra fixa e bronze no cavalo com alças.
Em 2000, em outra edição do Campeonato Ucraniano, saiu-se vitorioso na prova da barra fixa. No concurso geral, foi o quarto colocado, conquistando com isso, a vaga para disputar os Jogos Olímpicos. Na edição realizada na Austrália, as Olimpíadas de Sydney, Valeri foi o medalhista de prata na prova coletiva, superado pela seleção chinesa de Yang Wei e Li Xiaopeng, e a frente da equipe russa, de Alexei Nemov. Três anos mais tarde, foi o terceiro na barra fixa da Universíada de Daegu, na Coreia do Sul, empatado com o sul-coreano Yang Tae-Seok. Em seguida, disputando uma nova edição mundial, o Campeonato de Anaheim, nos Estados Unidos, atingiu a oitava colocação final das disputas por equipes.
Entre 2004 e 2007, o ginasta participou pela primeira vez de um campeonato continental, o Europeu de Amsterdã, no qual conquistou a segunda posição nas barras paralelas, a frente do francês Yann Cucherat. Meses adiante, competiu em outra edição olímpica, os Jogos de Atenas, na Grécia, no qual tornou-se campeão no mesmo aparelho. Conquistou ainda medalhas em etapas da Copa do Mundo e europeias.
Em 2007, apesar de paticipar do Mundial de Stuttgart, não qualificou-se para as finais. Em 2009, aos 32 anos de idade, após classificar-se para disputar o Europeu de Milão, no qual não subira ao pódio, aposentou-se das competições.